# Đại học Dầu mỏ Trung Quốc
Đại học Dầu mỏ Trung Quốc (石油大学, "Thạch du Đại học") là một trường đại học tại Cộng hòa Nhân dân Trung Hoa được thành lập năm 1953. Trường có 3 cơ sở tại thành phố Đông Dinh, tỉnh Sơn Đông; Xương Bình ở Bắc Kinh và cơ sở mới nhất ở Hoàng Đảo, tỉnh Sơn Đông. Đây là một trường đào tạo các chuyên ngành dầu mỏ như: Công nghệ dầu mỏ, Hóa dầu, Địa chất và Vận chuyển dầu mỏ. Chương trình đào tạo bậc đại học vơi 30.000 sinh viên. Trường nhận tài trợ từ nhiều công ty dầu mỏ hoạt động ở khu vực các mỏ dầu Thắng Lợi ở tỉnh Sơn Đông xung quanh thành phố Đông Dinh.